# Nkosazana Dlamini-Zuma
Nkosazana Clarice Nkosazana Dlamini-Zuma (nascida Dlamini; Natal, 27 de janeiro de 1949), às vezes referida pelas suas iniciais NDZ, é uma política, médica e ativista anti-Apartheid sul-africana. Membro de longa data do Congresso Nacional Africano (ANC), Dlamini-Zuma exerceu diversos cargos ministeriais no governo de seu país desde a presidência de Nelson Mandela na década de 1990. Mais recentemente, a política liderou o Ministério das Mulheres, Jovens e Pessoas com Deficiência durante a presidência de Cyril Ramaphosa. Uma intelectual contemporânea, Dlamini também é chanceler da  Universidade de Limpopo.
Nkosazana Clarice Dlamini nasceu e foi educada na antiga Província de Natal, onde, ainda estudante, envolveu-se no Movimento da Consciência Negra, através da Organização de Estudantes Sul-Africanos. Entre 1976 e 1990, viveu no exílio fora da África do Sul, principalmente no Reino Unido e em Essuatíni, onde praticou Medicina e se envolveu no ativismo do ANC. Desde 1994, Nkosazana serviu no gabinete de todos os presidentes sul-africanos pós-apartheid. Foi Ministra da Saúde no governo do Presidente Nelson Mandela e Ministra dos Negócios Estrangeiros durante dez anos no governo dos Presidentes Thabo Mbeki e Presidente Kgalema Motlanthe. Durante o primeiro mandato do Presidente Jacob Zuma, ela foi Ministra dos Assuntos Internos, pasta à qual foi creditada a recuperação de um departamento disfuncional.
Sob o Presidente Cyril Ramaphosa, ela serviu como Ministra na Presidência para o Planejamento, Monitorização e Avaliação, com responsabilidade pela Comissão Nacional de Planejamento, antes de se tornar Ministra da Governação Cooperativa e Assuntos Tradicionais, em cuja qualidade ela teve um papel proeminente e controverso na regulação do lockdown na África do Sul durante a pandemia de COVID-19. Ela esteve ausente do governo sul-africano entre outubro de 2012 e janeiro de 2017, quando atuou como Presidente da Comissão da União Africana, tornando-a a primeira mulher a liderar essa organização ou a sua antecessora, a Organização da Unidade Africana. Seu mandato nessa posição também foi controverso.
Ela é membro do Comitê Executivo Nacional do ANC desde o início da década de 1990 e fez duas campanhas sem sucesso para cargos de liderança no partido: em 2007, na 52ª Conferência Nacional do ANC, Kgalema Motlanthe a derrotou para ganhar a vice-presidência; enquanto na 54ª Conferência Nacional em 2017, ela perdeu por pouco a presidência do ANC para Cyril Ramaphosa, o atual titular.

## Juventude e carreira
Nkosazana Clarice Dlamini nasceu em 27 de janeiro de 1949, em uma família Zulu, na província de Natal.↑  Seu pai, Willibrod Gweva, era professor, cujo irmão Stephen Dlamini era ativista no Congresso Nacional Africano (ANC). Sua mãe, Rose, era dona de casa. A mais velha de oito filhos, Nkosazana Dlamini concluiu o ensino secundário em Amanzimtoti, no Adams College, uma escola missionária frequentada por muitos fiéis do ANC. Ela se matriculou em 1967.
Querendo se tornar advogada, mas concordando com o desejo de seu pai de que ela se tornasse médica, ela obteve o diploma de bacharel em zoologia e botânica pela Universidade da Zululândia, em 1971, e depois foi para a Universidade de Natal para estudar medicina. Enquanto estava lá, ela se tornou membro ativo da Organização de Estudantes Sul-Africanos, um grupo de Consciência Negra, e foi eleita vice-presidente, em 1976.
Como sua atividade política atraiu a atenção da polícia, ela exilou-se no final de 1976; tendo concluído seus estudos de Medicina no Reino Unido, graduando-se com um MBChB pela Universidade de Bristol, em 1978. Ela foi presidente da Seção Juvenil do ANC na Grã-Bretanha entre 1977 e 1978, e nessa qualidade viajou frequentemente para outros lugares da Europa.
Depois de se formar, Nkosazana Dlamini trabalhou na Inglaterra por dois anos, no Hospital Frenchay de Bristol e no Hospital Memorial da Cruz Vermelha Canadense de Berkshire, enquanto servia no Comitê Político Regional Britânico do ANC. Ela passou então cinco anos em Essuatíni, onde trabalhou como médica pediátrica no Hospital Governamental de Mbabane. Ela conheceu seu futuro marido, o ativista do Umkhonto we Sizwe, Jacob Zuma (4º presidente da África do Sul), enquanto fazia parte da resistência clandestina do ANC em Essuatíni.
Em 1985, Nkosazana Dlamini regressou ao Reino Unido para concluir um curso em saúde infantil tropical pela Escola de Medicina Tropical, da Universidade de Liverpool. Nos anos seguintes, ela continuou a formação em Pediatria; ajudou a fundar e dirigir o Health Refugee Trust, uma organização não-governamental britânica; e depois regressou brevemente à África, em 1989, para trabalhar para o Departamento de Saúde do ANC em Lusaka, capital da Zâmbia. Ela regressou à África do Sul quando o ANC foi desbanido pelo governo do Partido Nacional, em 1990, assinalando o início da transição do país para o fim do apartheid e a instauração de uma democracia não-racial. Durante as negociações da Convenção para uma África do Sul Democrática (CODESA) em 1992, ela fez parte do Comitê Consultivo de Gênero. No período de transição, ela também atuou no Comitê Executivo e no Comitê de Saúde da filial do ANC no Sul de Natal, e como pesquisadora no Conselho de Pesquisa Médica da África do Sul, em Durban.

## Carreira no governo

### 1994–1999: Ministra da Saúde
Em 1994, após as primeiras eleições da África do Sul sob sufrágio universal, Nkosazana Dlamini-Zuma foi nomeada Ministra da Saúde no gabinete do Presidente Nelson Mandela, onde continuou o trabalho da sua antecessora, Rina Venter, na dessegregação racial do sistema de saúde e na ampliação das medidas antitabaco do Estado. Em 1999, Nkosazana Dlamini-Zuma introduziu a Lei de Emenda aos Produtos do Tabaco, que tornou ilegal fumar em edifícios públicos. O seu mandato também coincidiu com o início da epidemia de VIH/SIDA na África do Sul. Apesar da história de ativismo contra o HIV/AIDS de Nkosazana Dlamini-Zuma, incluindo uma passagem pelo Comitê Nacional de Coordenação da Aids em 1992 e um período como Vice-Presidente do Programa das Nações Unidas contra a AIDS (ONUSIDA) em 1995, ela e seu Ministério foram criticados por apoiarem publicamente o Virodene, um “remédio charlatão” contra o VIH/SIDA.

#### Sarafina II
Em agosto de 1995, o Departamento de Saúde concedeu um contrato de R14,27 milhões a Mbongeni Ngema, um "bom amigo" de Nkosazana, para produzir uma sequência de Sarafina!, um popular musical sul-africano. Sarafina II foi concebida como uma iniciativa de sensibilização pública sobre o VIH/SIDA. No entanto, as investigações revelaram que Nkosazana Dlamini-Zuma enganou o Parlamento sobre a fonte de financiamento do projeto (que o Departamento disse falsamente ter sido patrocinado pela União Europeia) e ignorou os procedimentos adequados de licitação. O processo foi arquivado em 1996, depois que o Protetor Público publicou um relatório criticando os controles financeiros deficientes e as irregularidades processuais do projeto.

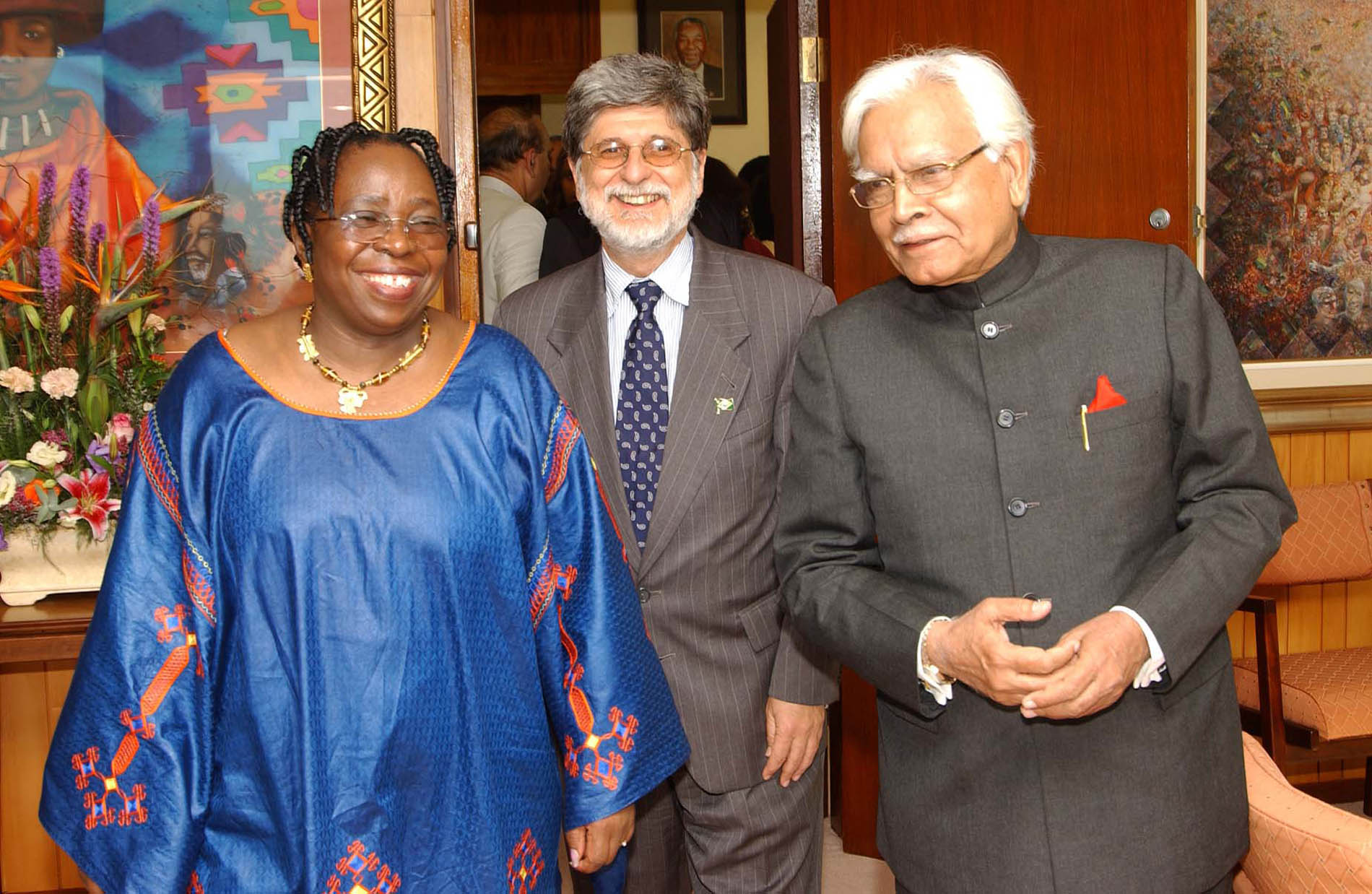
Ministros das Relações Exteriores do IBAS : Nkosazana Dlamini-Zuma com Natwar Singh e Celso Amorim na Cidade do Cabo, março de 2005.

### 1999–2009: Ministra das Relações Exteriores
Nkosazana Dlamini-Zuma foi Ministra dos Negócios Estrangeiros de 1999 a 2009, durante os mandatos dos presidentes Thabo Mbeki e Kgalema Motlanthe. O líder da oposição, Tony Leon, disse que sua nomeação foi "como mandar o touro para uma loja de porcelanas". No início do seu mandato, em 1999, esteve envolvida na diplomacia de vaivém na Segunda Guerra do Congo, mediando entre facções do Rally for Congolese Democracy e entre Uganda e Ruanda. De acordo com o Africa Confidential, ela também esteve particularmente envolvida na prossecução do objetivo de Mbeki de reformar as Nações Unidas para aumentar o poder relativo dos países do Sul Global, e de forma mais geral ela promoveu a visão pan-africanista do "Renascimento Africano" de Mbeki. Ela foi Presidente da Conferência Mundial Contra o Racismo de 2001 em Durban, e Presidente do Conselho de Ministros na Cimeira Mundial sobre Desenvolvimento Sustentável de 2002. No entanto, durante o seu mandato, ela foi criticada pela sua "diplomacia silenciosa" em resposta às invasões de terras e à crise política sob o regime ZANU-PF do Zimbabué. Também durante este período, em 2005, Mbeki teria oferecido-lhe o cargo de Vice-Presidente após a demissão de Jacob Zuma; ela recusou.

### 2009–2012: Ministra da Administração Interna
Em Maio de 2009, Nkosazana Dlamini-Zuma foi nomeada Ministra da Administração Interna no gabinete do seu ex-marido, o recém-eleito Presidente Zuma. Ela ocupou o cargo até outubro de 2012 e foi elogiada por mudar o Departamento de Assuntos Internos. Durante o seu mandato, o Departamento – anteriormente visto como “um foco de corrupção e incompetência” – recebeu a sua primeira auditoria não qualificada em 16 anos, bem como um prêmio de excelência do Departamento de Função Pública e Administração. O Mail &amp; Guardian atribuiu a melhoria na prestação de serviços à eficiência tecnocrática de Nkosazana Dlamini-Zuma e à implementação de medidas de controle interno. No entanto, o Diretor-Geral dos Assuntos Internos, Mavuso Msimang, que chegou ao departamento antes de Nkosazana Dlamini-Zuma, disse que o antecessor dela, Nosiviwe Mapisa-Nqakula, foi o principal responsável pela reviravolta.
Em 2011, Nkosazana Dlamini-Zuma enfrentou protestos públicos quando o Dalai Lama não pôde comparecer à festa do octogésimo aniversário de Desmond Tutu porque o Departamento, hesitante em ofender a China, não lhe emitiu um visto. O "atraso deliberado" do Departamento foi considerado ilegal no ano seguinte pelo Supremo Tribunal de Recurso, num acórdão que criticou fortemente Nkosazana Dlamini-Zuma.

## Presidente da Comissão da União Africana

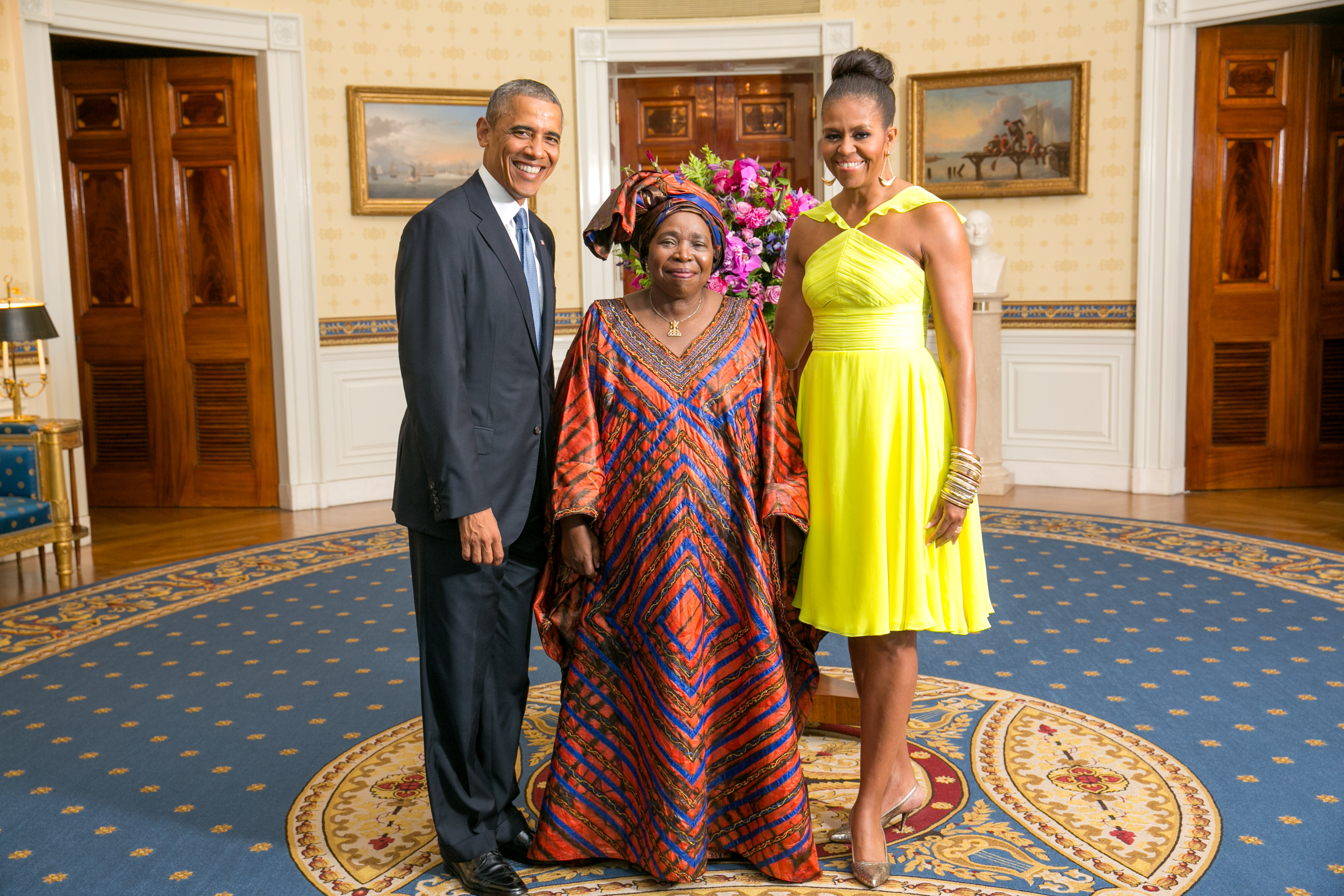
Nkosazana Dlamini-Zuma com o presidente dos EUA, Barack Obama, e a primeira-dama, Michelle Obama, durante a Cimeira de Líderes EUA-África, agosto de 2014.

Em Janeiro de 2012, enquanto ainda chefiava o Ministério da Administração Interna, Nkosazana Dlamini-Zuma contestou o cargo de Presidente da Comissão da União Africana (UA). Ao fazê-lo, ela quebrou uma “regra não escrita” de que as principais potências africanas não apresentam candidatos para cargos na UA. Isto irritou muitos estados da UA, levando a um impasse nas primeiras eleições, apesar do apoio à presidência de Nkosazana Dlamini-Zuma fornecido pelos quinze estados que compõem a Comunidade de Desenvolvimento da África Austral. Como consequência do fracasso em garantir uma maioria de dois terços dos votos, o mandato de Jean Ping foi prorrogado por seis meses, até uma segunda eleição em 15 de julho, na décima nona sessão da Assembleia da UA, que elegeu Nkosazana Dlamini-Zuma para o cargo. A votação foi largamente dividida em termos linguísticos – estados francófonos contra estados anglófonos, com o último bloco apoiando a candidatura de Nkosazana Dlamini-Zuma. Nkosazana Dlamini-Zuma foi presidente até 30 de janeiro de 2017, altura em que foi substituída pelo ministro dos Negócios Estrangeiros do Chade, Moussa Faki.
Nkosazana Dlamini-Zuma era impopular e odiada entre os funcionários da UA devido ao seu aparente distanciamento e absentismo. Ela foi criticada por preencher o seu gabinete consultivo e pessoal de segurança com cidadãos sul-africanos e por passar grande parte do seu tempo na África do Sul em vez de na sede da UA em Adis Abeba, na Etiópia, reforçando a "percepção da África do Sul como uma nação insular". O plano da Agenda 2063 liderado por Nkosazana Dlamini-Zuma foi criticado como "quixotesco" e irrealista. Sua liderança como presidente foi considerada um fracasso decepcionante, embora ela tenha sido reconhecida pelas melhorias gerenciais que fez. Isto incluiu a sua insistência no profissionalismo, o que melhorou a reputação da UA; foi levado mais a sério como resultado de suas intervenções. Ela também foi uma defensora do aumento da representação de gênero na UA, o que exacerbou ainda mais os seus problemas de popularidade. Além disso, “numa sala cheia de velhos abafados falando sobre armas e tanques, ela trouxe conceitos como gênero, direitos humanos e segurança alimentar”. Ela também foi creditada pelo esforço politicamente corajoso para retirar o Egito da UA após o golpe militar de Abdel Fattah el-Sisi em 2013, embora ela não tenha condenado outras tomadas autoritárias de poder em outras partes da África.

## Volta ao governo

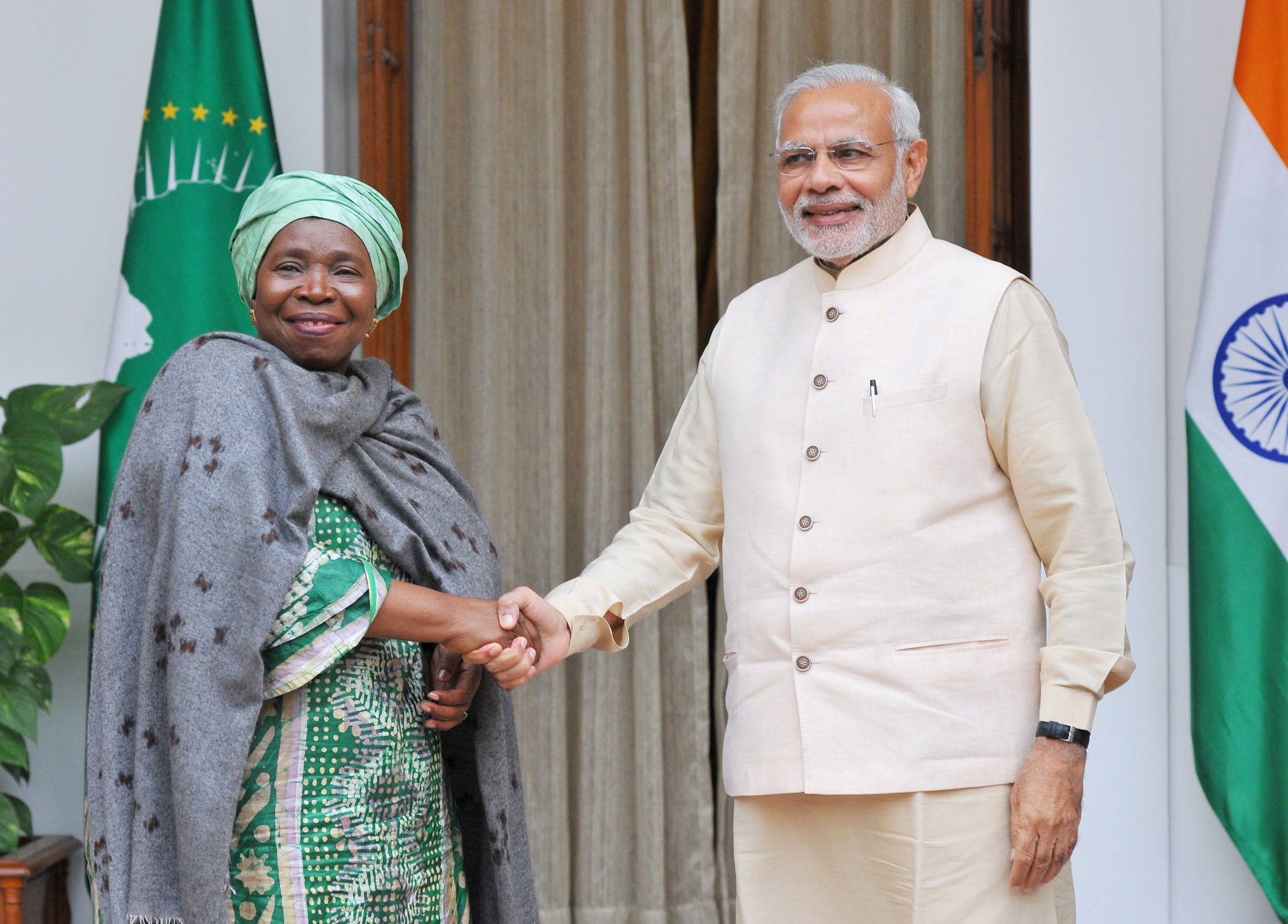
Nkosazana Dlamini-Zuma com o primeiro-ministro indiano Narendra Modi durante a terceira Cimeira do Fórum Índia-África em Nova Deli, outubro de 2015.

No início de 2017, Nkosazana Dlamini-Zuma regressou de vez para a África do Sul, vinda de Adis Abeba, e lançou uma campanha – em última análise, sem sucesso – para ganhar a presidência do ANC. Durante sua campanha, em 21 de setembro de 2017, ela foi empossada novamente como membro da Assembleia Nacional, preenchendo uma vaga ocasional decorrente da renúncia de Pule Mabe. Ela negou os rumores de que substituiria Blade Nzimande como Ministra da Educação Superior em uma iminente remodelação do gabinete, descrevendo seu retorno ao Parlamento como uma redistribuição padrão organizada pelo ANC. No início daquele ano, houve rumores semelhantes de que a facção do ANC de Zuma estava fazendo lobby para que ela substituísse Pravin Gordhan como Ministro das Finanças.

### 2018–2019: Ministra na Presidência
Em Fevereiro de 2018, o recém-eleito Presidente Cyril Ramaphosa nomeou Nkosazana Dlamini-Zuma Ministra na Presidência com responsabilidade pelo Planejamento, Monitorização e Avaliação. Nesta qualidade, foi Presidente da Comissão Nacional de Planejamento e supervisionou a implementação do Plano de Desenvolvimento Nacional da África do Sul.

### 2019–2023: Ministra da Governança Cooperativa
Reeleita após eleições gerais, em Maio de 2019, Ramaphosa anunciou o seu novo gabinete, que viu Nkosazana Dlamini-Zuma ser transferida para a chefia do Ministério da Governação Cooperativa e Assuntos Tradicionais (COGTA). Esperava-se que Nkosazana Dlamini-Zuma tentasse repetir os seus sucessos nos Assuntos Internos, a fim de recuperar outra pasta notoriamente disfuncional. No entanto, os observadores concordaram que, durante os seus primeiros três anos no cargo, ela não conseguiu efetuar tal reviravolta, com a má gestão financeira dos municípios continuando a ser um grande desafio na frente da Governação Cooperativa. Em 2022, o gabinete de Nkosazana Dlamini-Zuma preparou um plano para reverter a província do Noroeste para uma administração provincial adequada depois de mais de três anos - desde 2018, a província estava sob administração nacional, supervisionada pela COGTA, nos termos de uma disposição de emergência na Constituição para províncias disfuncionais.

#### Pandemia de covid-19
Entre Março de 2020 e Abril de 2022, a África do Sul esteve oficialmente em estado de calamidade nacional, o que permitiu ao executivo contornar o Parlamento na regulação da resposta do país à pandemia da COVID-19. Nos termos da Lei de Gestão de Desastres, Nkosazana Dlamini-Zuma, como Ministra da COGTA, foi responsável pela promulgação desses regulamentos; ela, portanto, inesperadamente, ganhou um poder significativo sobre a política sul-africana, levando muitos comentaristas a chamá-la de chefe de estado ou primeira-ministra de fato. No final de Abril, Nkosazana Dlamini-Zuma anunciou que uma controversa proibição da venda de tabaco continuaria em vigor, contradizendo um anúncio feito pelo Presidente Ramaphosa no início dessa semana. Esta aparente reviravolta foi recebida com muitos comentários públicos sobre o aparentemente crescente poder de Nkosazana Dlamini-Zuma no gabinete, e exigiu uma declaração pública de Ramaphosa para esclarecer que tanto o seu anúncio como a sua reversão tinham sido "em nome e mandatados pelo coletivo que lidero". As proibições da COGTA ao tabaco e ao álcool, e outras regulamentações denominadas "bloqueio rígido", eram extremamente impopulares entre partes da população e foram sujeitas a vários desafios nos tribunais.
No entanto, alguma leviandade foi introduzida na situação em Maio de 2020, quando o DJ sul-africano Max Hurrell lançou uma música house que continha amostras de comentários que Nkosazana Dlamini-Zuma tinha feito durante uma conferência de imprensa sobre a proibição do tabaco. A canção, intitulada "Zol", trazia gravações de Nkosazana Dlamini-Zuma explicando por que o compartilhamento de "zol" - gíria sul-africana para cigarros de enrolar geralmente contendo cannabis - conduziu à transmissão do COVID-19 : "Quando as pessoas zol, colocam saliva no papel, e então eles compartilham aquele zol". A música se tornou um meme nas redes sociais e a música mais tocada na África do Sul no Apple Music, e uma versão em vídeo produzida pela Kiffness se tornou viral online. Nkosazana Dlamini-Zuma tuitou “Quem é esse Max Hurrell? Só precisamos conversar”, e procurou o DJ para parabenizá-lo “por entreter a nação neste período difícil”.

### 2023 – presente: Ministra da Mulher, Juventude e Pessoas com Deficiência
Numa remodelação ministerial realizada em 6 de março de 2023, Ramaphosa nomeou Nkosazana Dlamini-Zuma Ministra da Presidência responsável pelas Mulheres, Jovens e Pessoas com Deficiência.

## Liderança do Congresso Nacional Africano

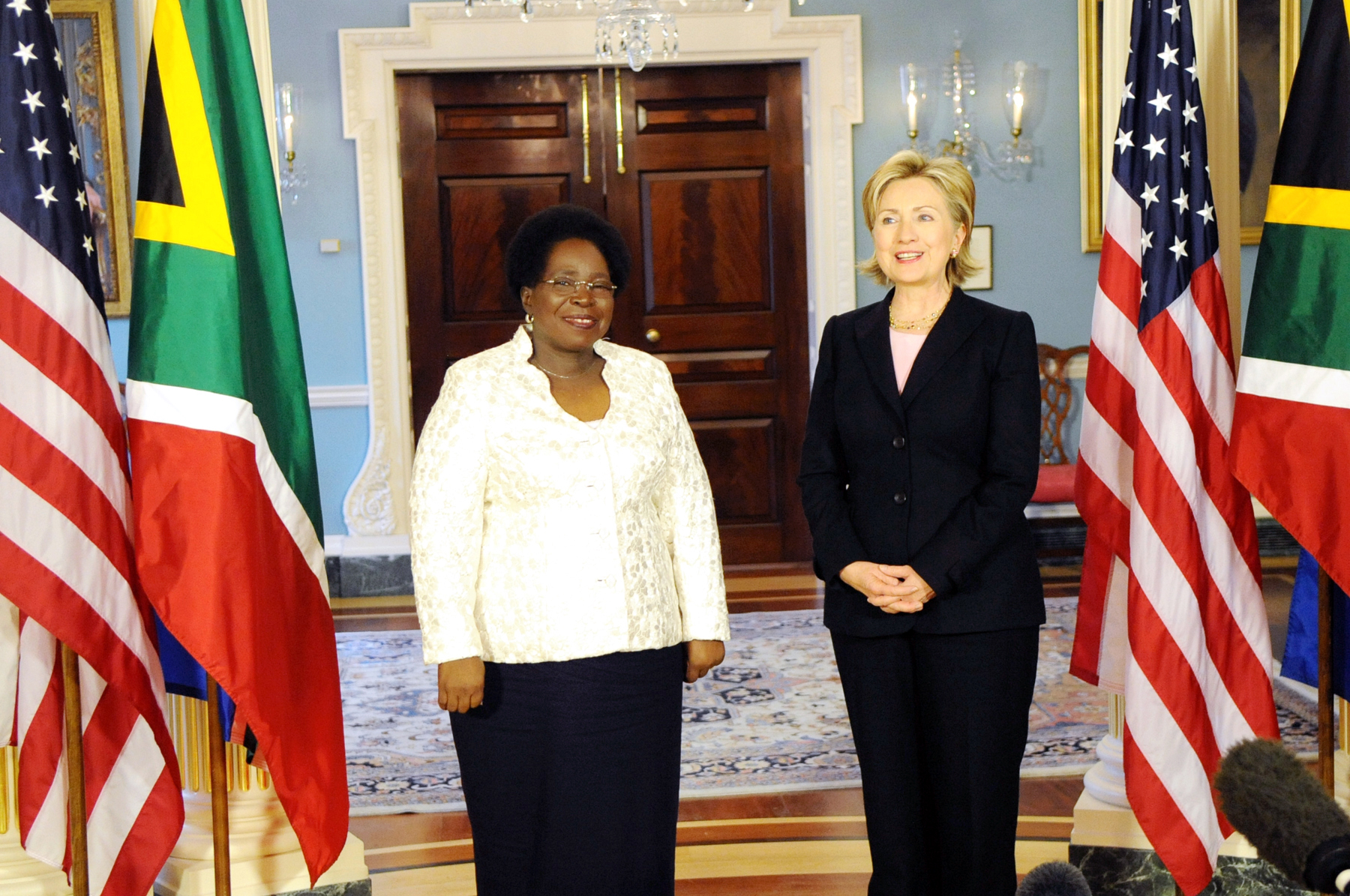
Nkosazana Dlamini-Zuma com a secretária de Estado dos EUA, Hillary Clinton, durante uma reunião bilateral em Washington, DC, março de 2009.

### 2007: Campanha vice-presidencial
Nkosazana Dlamini-Zuma juntou-se pela primeira vez ao Comitê Executivo Nacional (NEC) do ANC no período entre 1991 e 1994, quando foi cooptada para o comitê para preencher uma vaga casual. Ela permaneceu no NEC depois disso: foi eleita democraticamente pela primeira vez na 49ª Conferência Nacional do ANC em 1994, e foi reeleita em conferências subsequentes em 1997 e em 2002. Antes da próxima conferência nacional em 2007, alguns observadores viam-na como uma possível candidata à presidência do ANC e à candidatura nas eleições presidenciais nacionais. Em vez disso, ela foi nomeada para outros dois dos Seis Melhores cargos no partido: quatro províncias (aquelas alinhadas com Mbeki) nomearam-na como vice-presidente, enquanto as outras cinco (que apoiaram a presidência de Zuma) nomearam-na como presidente nacional. Ela acabou se tornando vice-presidente em uma chapa alinhada com Mbeki. Tal como os outros membros dessa chapa, ela perdeu a votação, no seu caso para Motlanthe. No entanto, ela foi reeleita para o NEC, e na conferência de 2012 obteve o maior número de votos dentre todos os candidatos do NEC.

### 2017: Primeira campanha presidencial
Antes da 54.ª Conferência Nacional do ANC, em Dezembro de 2017, e tendo regressado recentemente do seu cargo na UA em Adis Abeba, Nkosazana Dlamini-Zuma concorreu à presidência do ANC. Já em 2016, segundo alguns relatos, os seus apoiantes estavam "fazendo lobby abertamente" para que Nkosazana Dlamini-Zuma substituísse Zuma como presidente do ANC no final do mandato deste último, no final de 2017. Ela foi endossada pela Liga Feminina do ANC em janeiro de 2017, e mais tarde pela Liga Juvenil do ANC e pela Associação de Veteranos Militares Umkhonto we Sizwe. Nkosazana Dlamini-Zuma foi vista como tímida pelos meios de comunicação social e só conduziu uma entrevista, com a ANN7, durante a sua campanha.
A sua campanha, sob o lema #WeAreReady, centrou-se na redistribuição de terras, na reforma do Banco de Reserva da África do Sul e na transformação econômica em geral, um pacote de políticas que a alinhou estreitamente com a chamada facção da Transformação Econômica Radical (RET), um grupo pró-Zuma. Na verdade, alguns analistas suspeitavam que a campanha de Nkosazana Dlamini-Zuma era um "cavalo de Tróia" para os interesses de Zuma, com o objetivo de assegurar a continuação da sua influência sobre o partido. Na conferência, Nkosazana Dlamini-Zuma perdeu por pouco numa votação contra Cyril Ramaphosa, conquistando 2.261 votos contra seus 2.440. Ela foi reeleita para o NEC.

### 2022: Segunda campanha presidencial
Em Setembro de 2022, no meio dos preparativos para a 55ª Conferência Nacional, Nkosazana Dlamini-Zuma planejava concorrer novamente à presidência do ANC. Ela foi nomeada para o cargo pela sua própria filial do ANC em eThekwini, Kwa-Zulu Natal, e foi novamente endossada pelo ex-presidente Zuma.

## Controvérsias

### Tweet "lixo"
Em 7 de abril de 2017, em meio a manifestações públicas nacionais contra a presidência de Zuma, Nkosazana Dlamini-Zuma causou polêmica ao aparentemente menosprezar os protestos como "lixo". Sua conta verificada no Twitter postou "[O privilégio deles] é o que eles estão protegendo... portanto, alguns de nós não fazem parte desse lixo. Eles devem se juntar a nós na marcha por nossas terras que foram roubadas..." e excluiu o tweet logo depois disso. Nkosazana Dlamini-Zuma disse mais tarde que o tweet era “falso”.

### Supostas ligações com contrabandistas de cigarros
Em 2017, o jornalista Jacques Pauw afirmou no The President's Keepers que a campanha de Nkosazana Dlamini-Zuma para a presidência do ANC foi patrocinada em parte pelo empresário Adriano Mazzotti, cuja empresa, Carnilinx, era amplamente suspeita de envolvimento no contrabando de cigarros e outras atividades ilícitas. Mazzotti supostamente financiou a mercadoria da campanha. Nas semanas seguintes, o Sunday Times questionou a refutação de Mazzotti – de que ele só se encontrou com Nkosazana Dlamini-Zuma uma vez, brevemente – ao publicar fotos dos dois juntos no Instagram em duas ocasiões distintas. Tanto Mazzotti quanto Nkosazana Dlamini-Zuma, através do seu porta-voz, negaram que tivessem qualquer “relação direta ou substantiva”. Johann van Loggerenberg afirmou no seu livro de 2019, Tobacco Wars, que Mazzotti admitiu ter ajudado a campanha na aquisição de mercadorias – mas através de ligações pessoais, em vez de pagar diretamente pela mercadoria.
As alegações foram reavivadas em 2020, quando comentaristas questionaram se Dlamini-Zuma estava buscando a proibição do tabaco pelo governo por causa de suas supostas conexões com contrabandistas de tabaco, que se beneficiariam com a proibição. Essa especulação se baseou não apenas nas alegações de Mazzotti, mas também nos laços de Edward Zuma, ex-enteado de Dlamini-Zuma, com a Amalgamated Tobacco Manufacturers, uma fabricante de cigarros baratos também suspeita de atividade ilícita. Dlamini-Zuma afirmou que a proibição se baseava apenas em preocupações com a saúde.

## Vida pessoal
Nkosazana Dlamini-Zuma foi casada com o ex-presidente Jacob Zuma, entre 1982 e 1998. Eles tiveram quatro filhas: Msholozi (nascida em 1982); Gugulethu Zuma-Ncube (nascido em 1984), que se casou com o filho do político zimbabuense Welshman Ncube; Nokuthula Nomaqhawe (nascido em 1987); e Thuthukile (nascido em 1989), que foi controversamente nomeado Chefe de Gabinete do Departamento de Telecomunicações e Serviços Postais, em 2014. Nkosazana Dlamini-Zuma divorciou-se de Zuma em junho de 1998 devido a diferenças irreconciliáveis.
A irmã mais nova de Nkosazana Dlamini-Zuma, Hlobisile, também é membro do ANC e serve como membro da Legislatura de Kwa-Zulu Natal.

## Honras
Nkosazana Dlamini-Zuma recebeu a Ordem de Luthuli em ouro em 2013. No mesmo ano, ela foi listada como uma das 100 africanas mais influentes da revista New African, e em 2015 foi apresentada como uma das 100 mulheres mais inspiradoras do mundo pela BBC. Em 2019, foi nomeada Chanceler da Universidade de Limpopo,  um cargo não residencial e em grande parte cerimonial.